# Cenade, Alba
Cenade (în germană Scholten, în maghiară Szászcsanád, Csanád) este satul de reședință al comunei cu același nume din județul Alba, Transilvania, România. Se află în Podișul Secașelor.

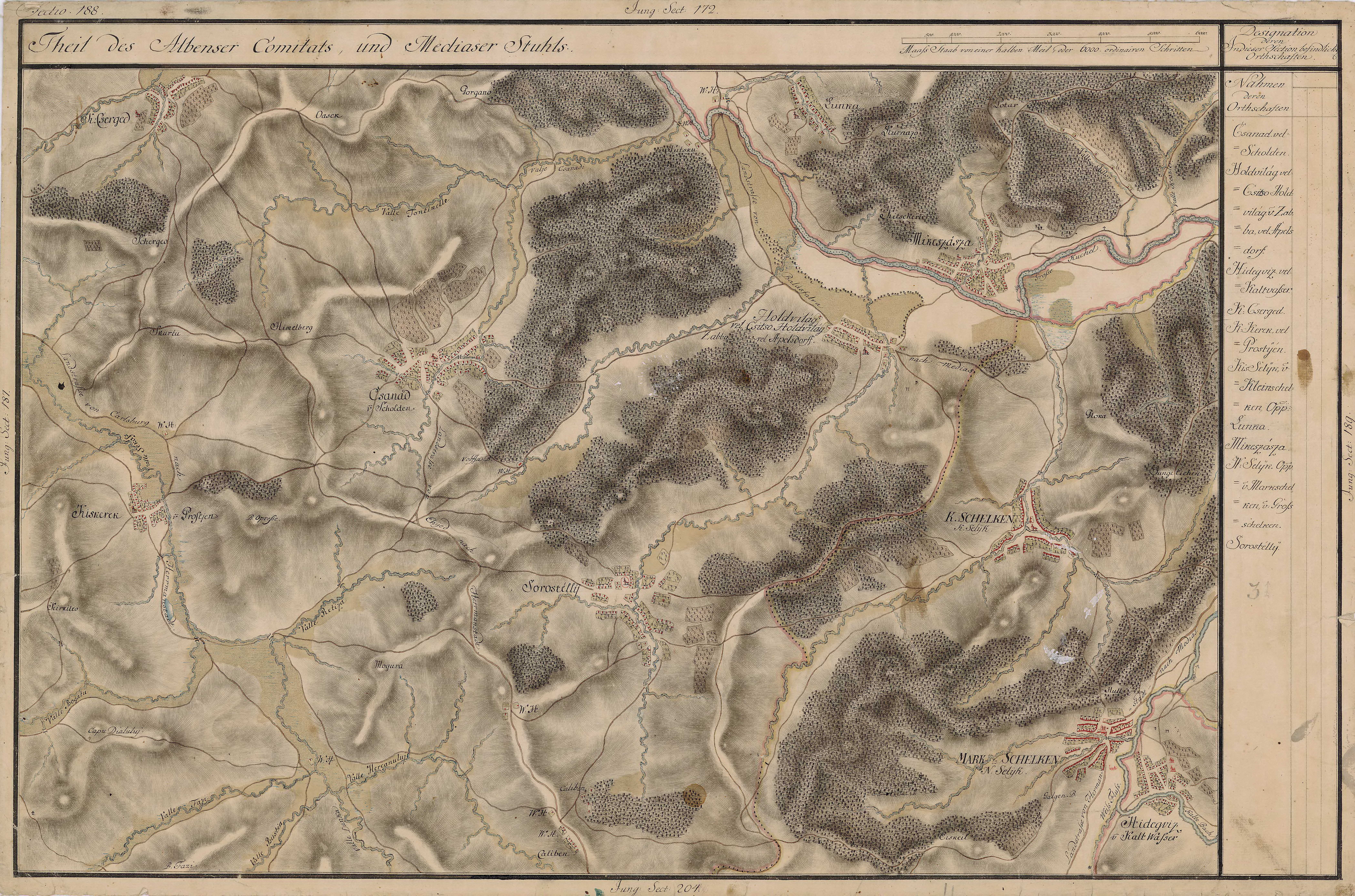
Cenade pe Harta Iosefină a Transilvaniei, 1769-1773

## Istoric
Localitatea este atestată documentar în anul 1301, ca posesiune a Abației Igriș din vechea Episcopie a Cenadului. Pe teritoriul așezării au fost descoperite cioburi de vase dacice și romane provinciale.

## Date geologice
În perimetrul acestei localități s-a pus în evidență prezența unui masiv de sare gemă și a unor izvoare sărate. Despre izvoarele sărate gazeifere din satul Cenade relatează František Pošepný în lucrarea sa publicată în anul 1871.

## Lăcașuri de cult
- Biserica fortificată din Cenade din sec. al XV-lea, fortificată în sec. al XVI-lea (modificări ale navei în anii 1905-1906).
- Biserica greco-catolică, construită în jur de 1892.

## Personalități
- Ion Agârbiceanu (1882–1963) - preot greco-catolic, ziarist și romancier român, adept al sămănătorismului, parlamentar, academician
- M. M. Binder-Scholten (n. 1933) - scriitor sas, versuri și romane în limba săsească, germană și română
- Viorel Mărginean (n. 1933) - pictor român, membru de onoare al Academiei Române (2006), ministru al culturii (1995-1996)

## Galerie de imagini

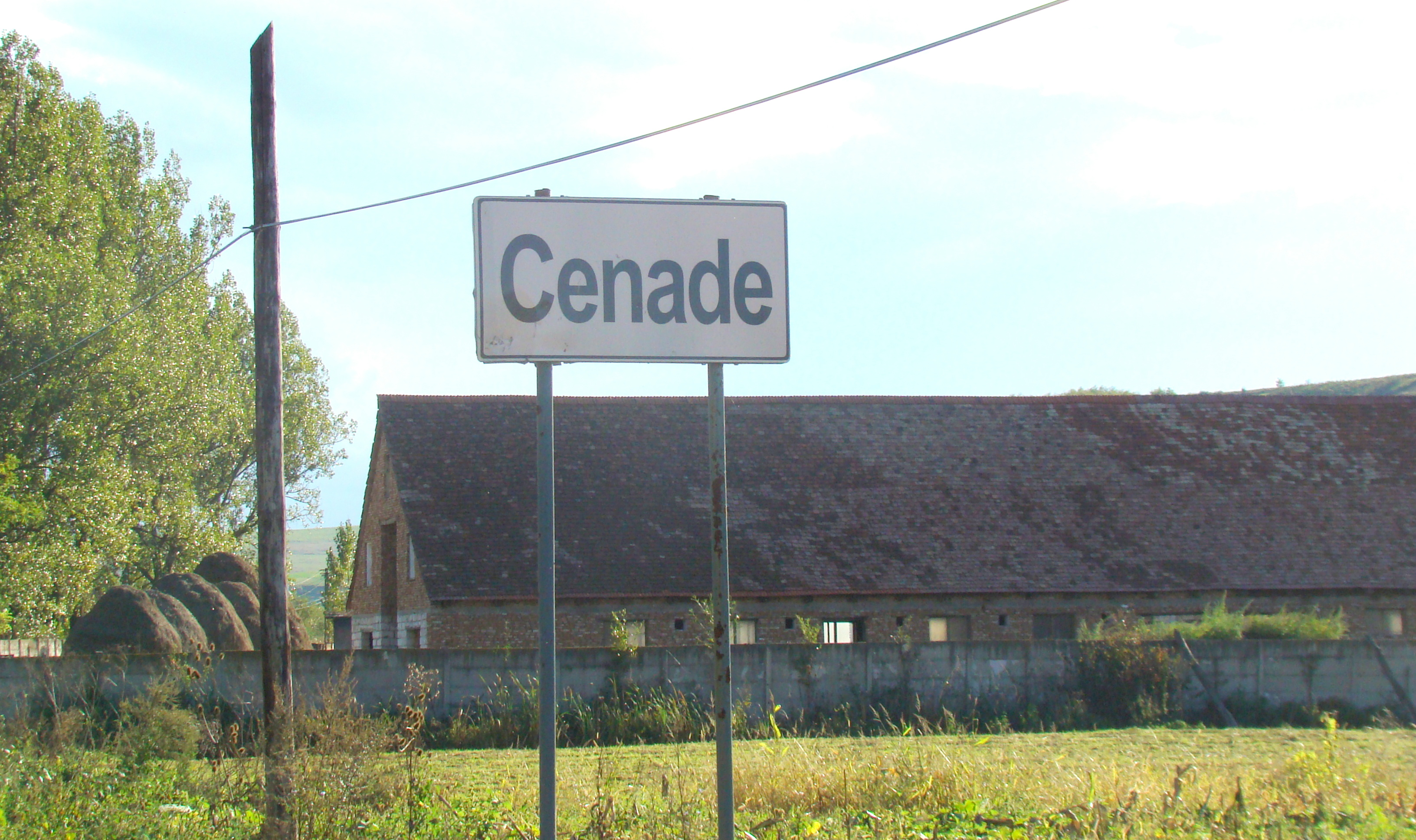
Cenade
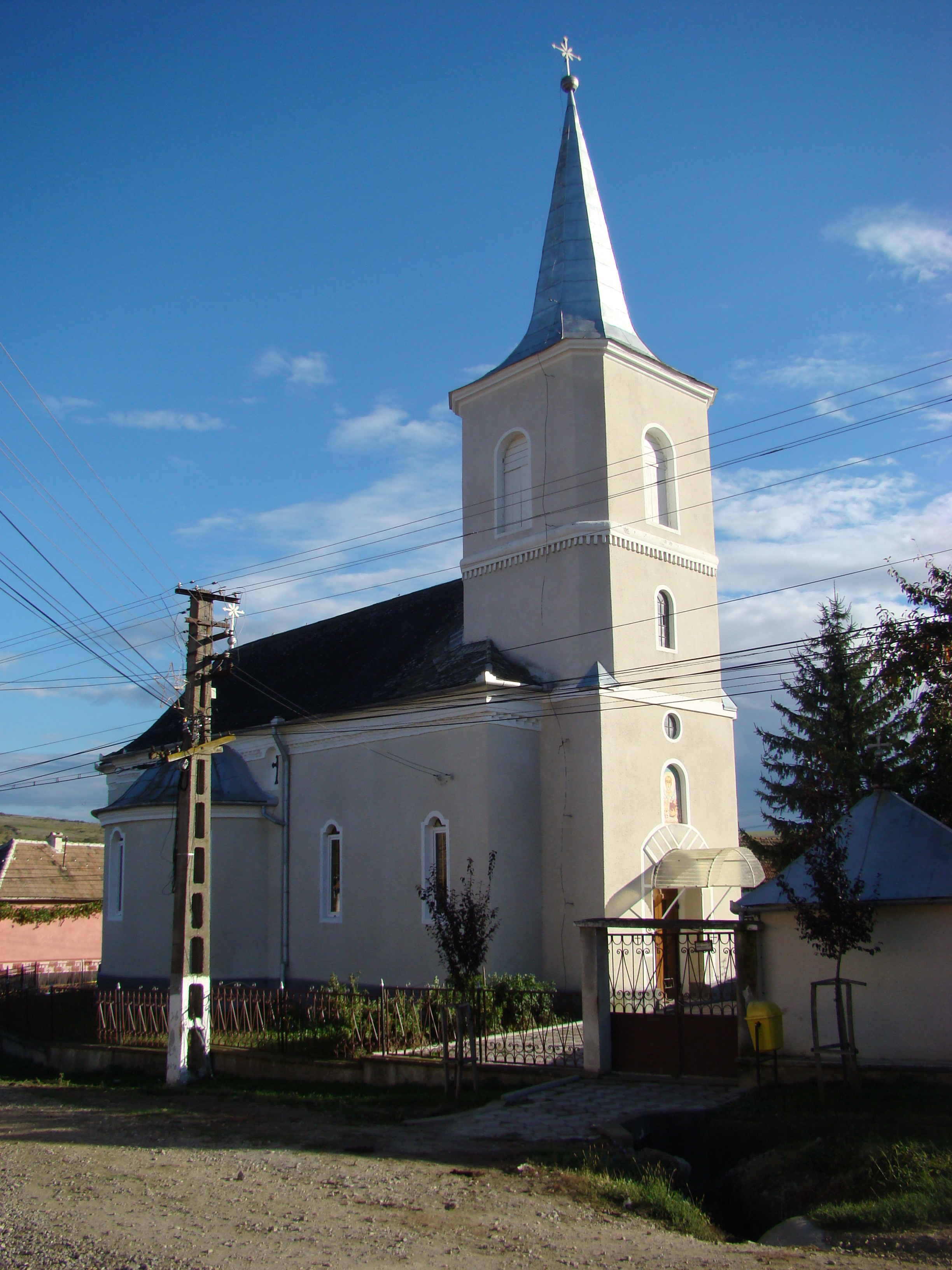
Biserica ortodoxă din Cenade
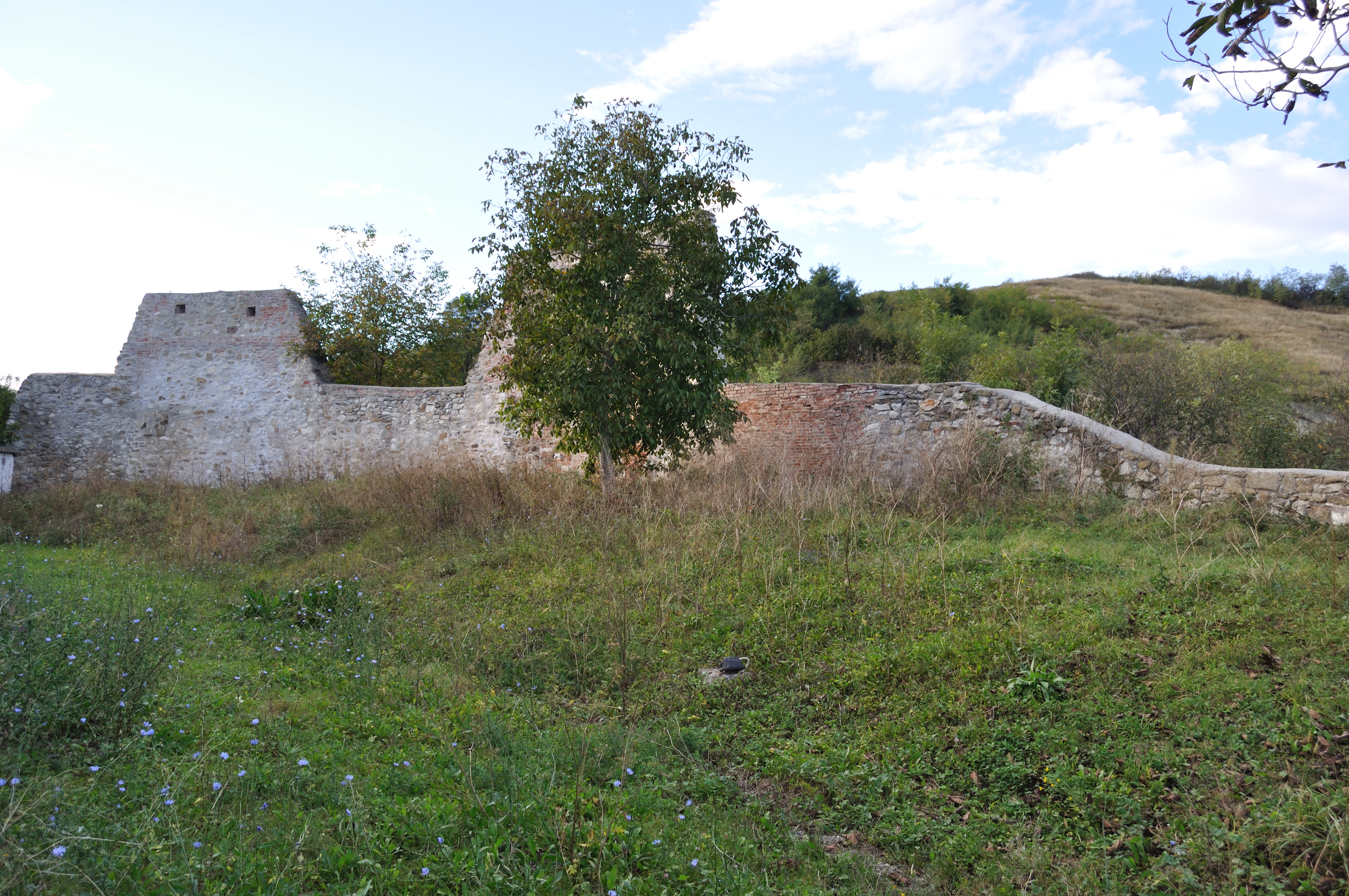
Porțiune din zidul de incintă a bisericii evanghelice fortificate din  Cenade
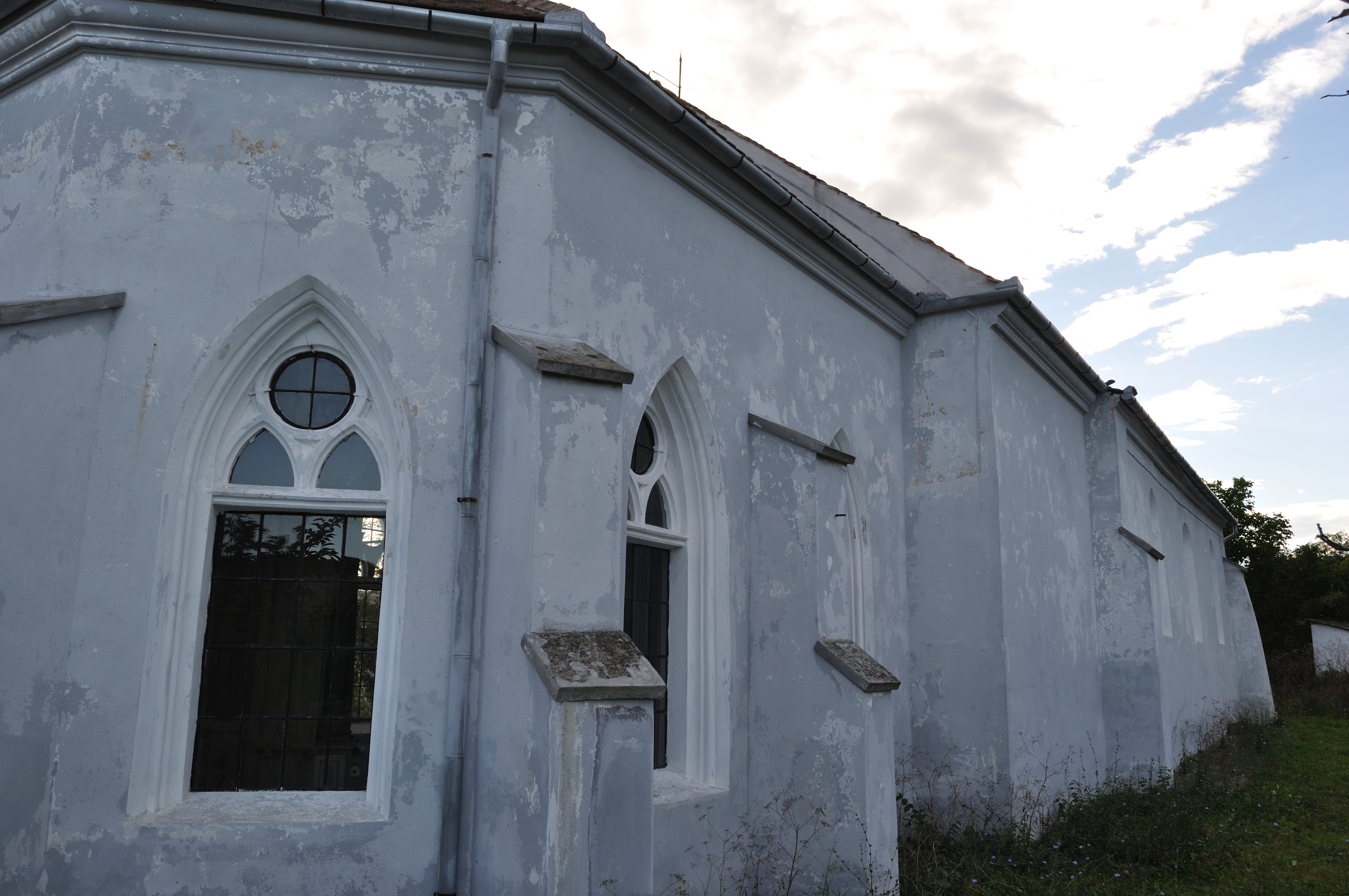
Biserica fortificată din Cenade
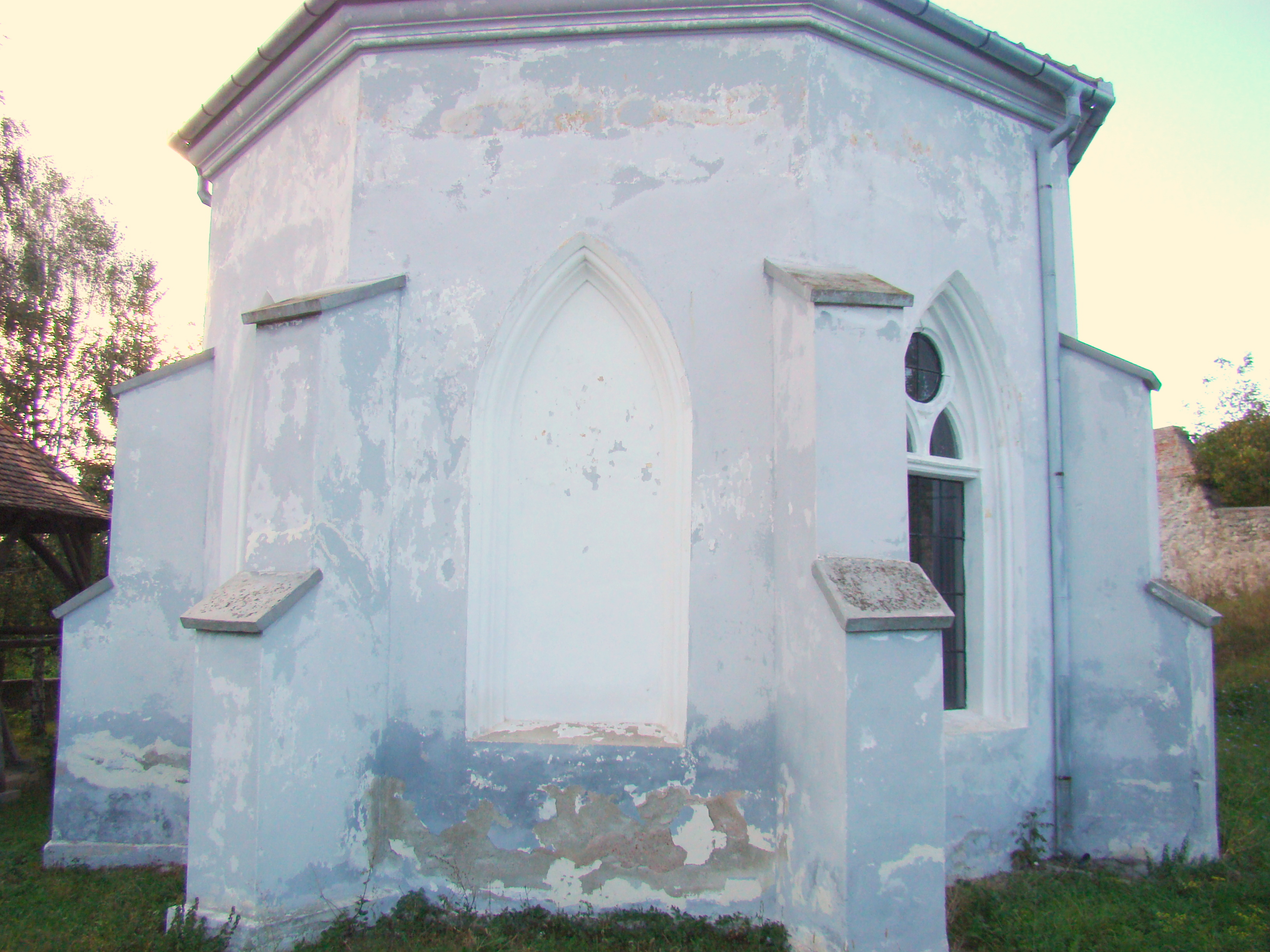
Biserica fortificată din Cenade
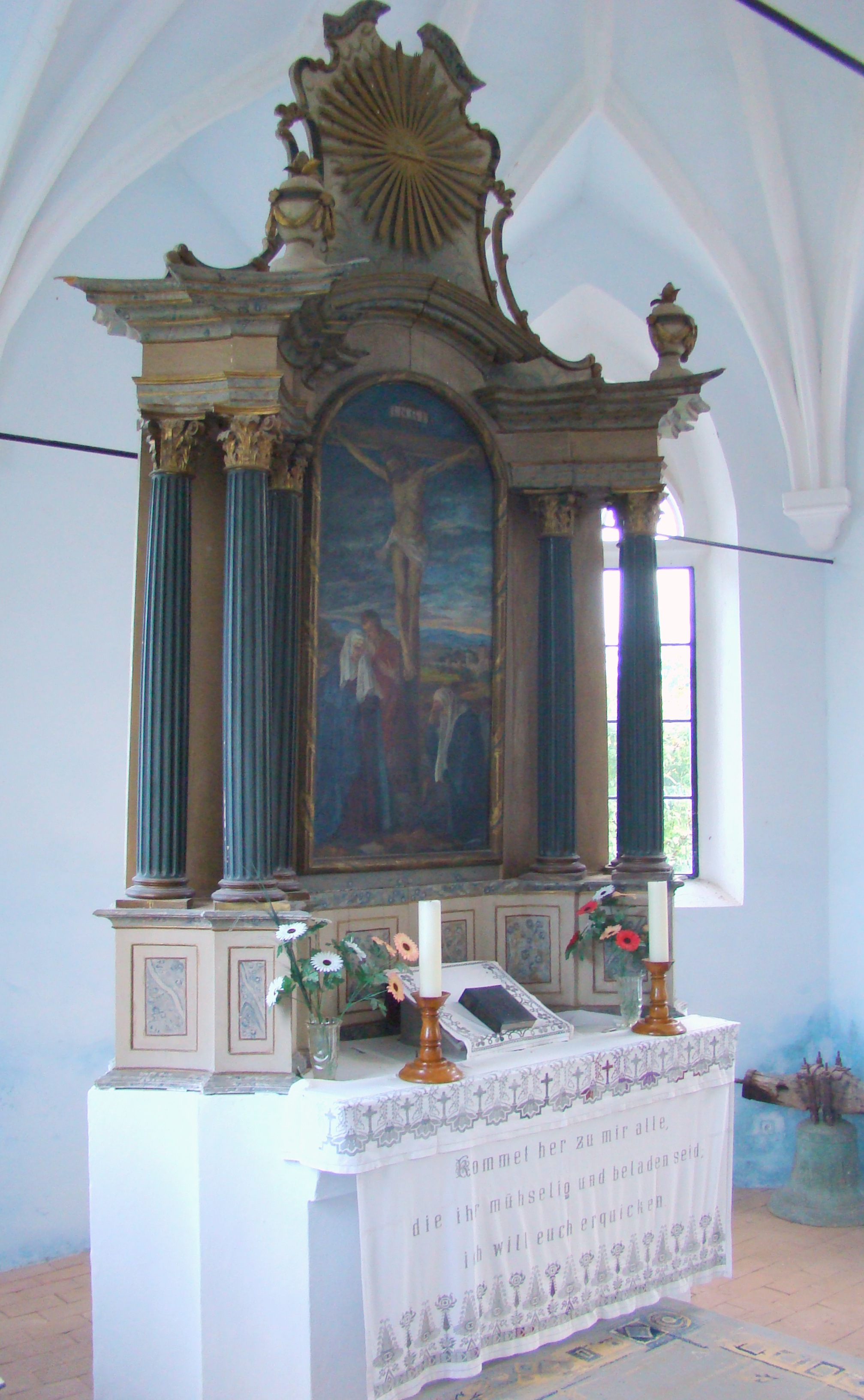
Biserica fortificată din Cenade
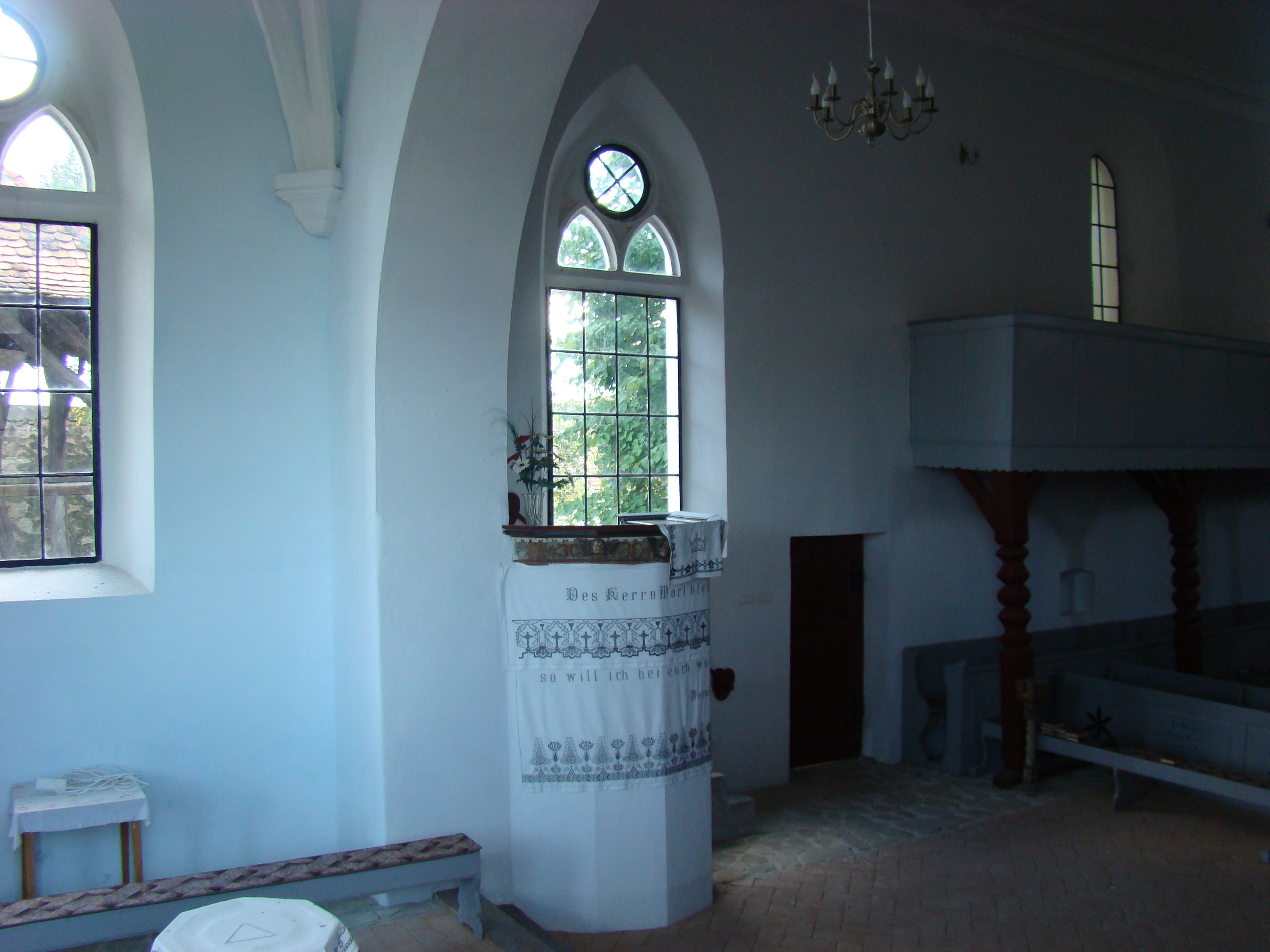
Biserica fortificată din Cenade
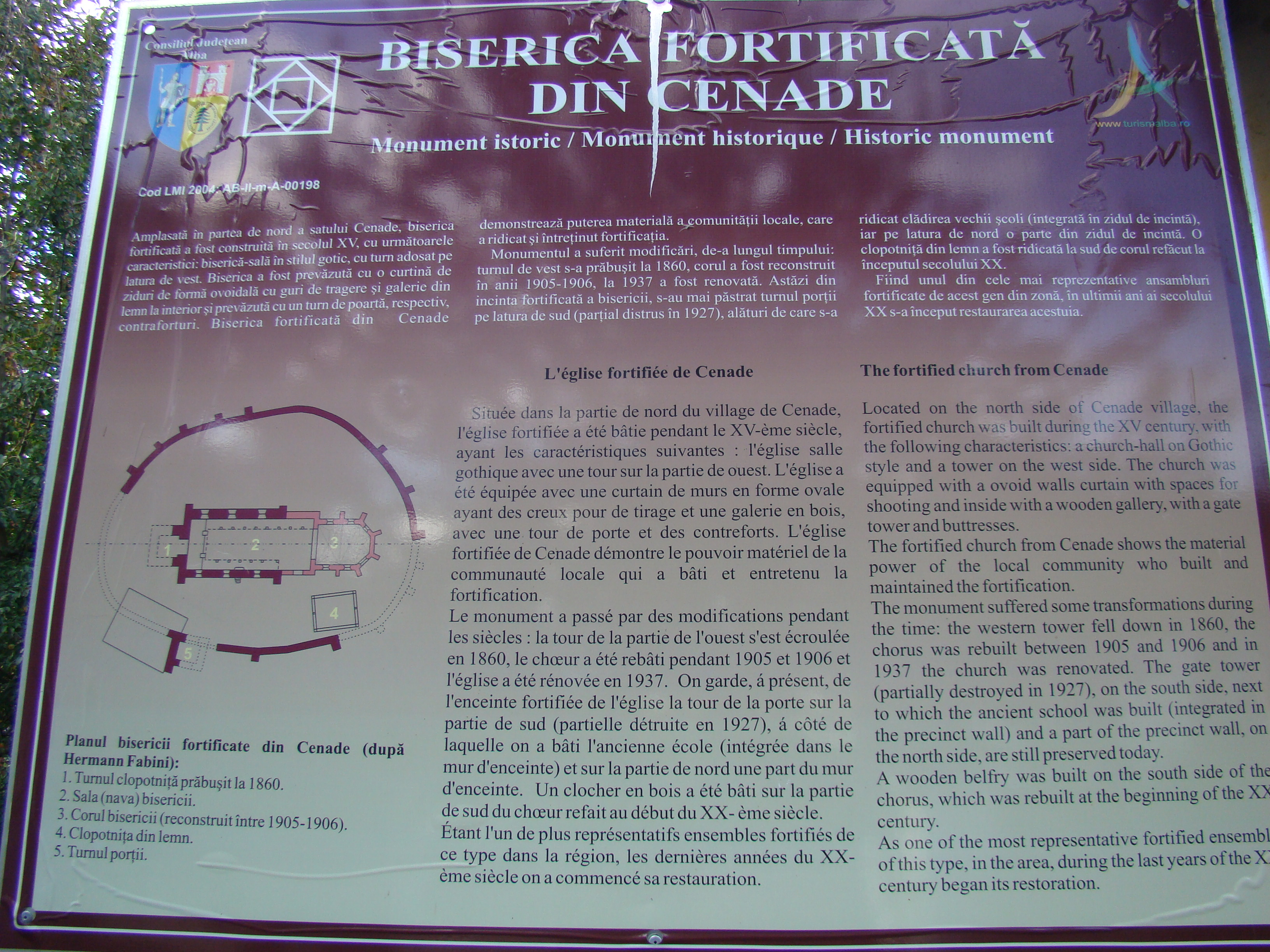
Biserica fortificată din Cenade